# Zibane
Zibane (auch: Ziban, Zibane Béro, Zibane Koira Béro, Zibane Koira Zeina, Zibane Koira Zéno, Ziban Koira Zéno) ist ein Dorf in der Landgemeinde Anzourou in Niger.

## Geographie
Das Dorf befindet sich rund zwölf Kilometer nordwestlich des Hauptorts Sarakoira der Landgemeinde Anzourou, die zum Departement Tillabéri in der gleichnamigen Region Tillabéri gehört. Eine westlich gelegene Nachbarsiedlung von Zibane ist der Weiler Zibane Kouara Tégui.
Es herrscht das Klima der Sahelzone vor, mit einer durchschnittlichen jährlichen Niederschlagsmenge zwischen 300 und 400 mm.

## Geschichte

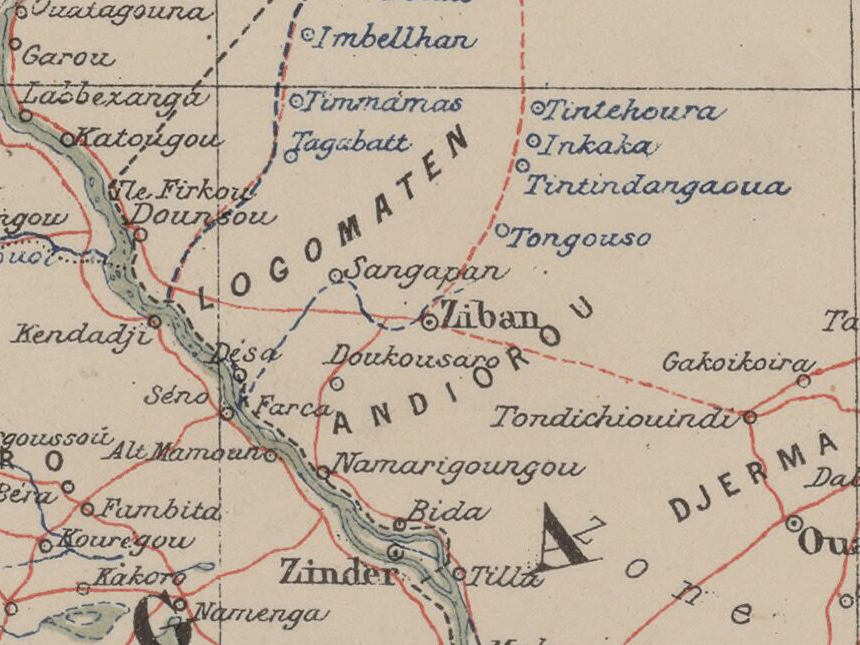
Ausschnitt einer Karte von 1903 mit Zibane (Ziban) im Zentrum

In ganz Anzourou kam es 1926 infolge geringer Niederschläge zu einer Hungersnot, von der vor allem Kinder betroffen waren. Im Dorf Zibane starben daran 60 Menschen. Bei einer Untersuchung im Jahr 1986 wurde beim Befall mit der Saugwürmer-Art Schistosoma haematobium unter der Dorfbevölkerung eine Prävalenz von zwölf Prozent festgestellt. Ein solarenergiebetriebenes Wasserversorgungssystem auf Basis von Grundwasser wurde 2006 im Ort installiert. Bei Überschwemmungen am 13. und 14. August 2011 stürzten 30 Wohnhäuser und 50 Getreidespeicher ein. Außerdem wurden 400 Hektar landwirtschaftliche Nutzflächen überflutet.
Der Westen Nigers war seit 2014 wiederholt Angriffen von Terrororganisationen wie al-Qaida im Maghreb und Ansar Dine ausgesetzt, die vom Nachbarland Mali aus operierten. Die benachbarten Siedlungen Zibane, Zibane Kouara Tégui und Gadabo wurden am 9. Mai 2020 von einer bewaffneten Gruppe angegriffen, die zwanzig Menschen tötete und fünf weitere verletzte. Die Angreifer raubten außerdem Lebensmittel, stahlen Vieh und bedrohten weitere Dorfbewohner mit dem Umbringen, sollten sie ihre Siedlungen nicht verlassen. Bei einem mutmaßlich von der Terrorgruppe Islamischer Staat in der Größeren Sahara verübten Anschlag am 24. März 2021 starben drei Einwohner. Dabei wurde auch eine Schule im Ort zerstört. Am selben Tag wurde erneut das Nachbardorf Gadabo angegriffen. Die Anschläge erfolgten wenige Tage nach einem Massaker in Tillia, bei dem 137 Menschen ums Leben kamen. Aufgrund der katastrophalen Sicherheitslage flüchteten Mitte Mai 2021 mehr als 12.000 Menschen aus Zibane und weiteren Orten in der Gemeinde Anzourou nach Tillabéri, Namari Gougoun und Sakoïra, wo sie von Hilfsorganisationen versorgt wurden. Sie kehrten Mitte Juni desselben Jahres nach Anzourou zurück. Mit Stand Dezember 2021 waren 2884 Personen aus 1305 Haushalten aus Zibane, Zibane Kouara Tégui, Gadabo und Sangara in den Gemeindehauptort Sarakoira geflohen.

## Bevölkerung
Bei der Volkszählung 2012 hatte Zibane 3148 Einwohner, die in 447 Haushalten lebten. Bei der Volkszählung 2001 betrug die Einwohnerzahl 3126 in 425 Haushalten und bei der Volkszählung 1988 belief sich die Einwohnerzahl auf 2135 in 312 Haushalten.

## Wirtschaft und Infrastruktur
Es gibt eine Schule. In der Regenzeit ist das Dorf wegen des schlechten Straßenzustands oft für mehrere Tage von der Außenwelt abgeschnitten.